# Globe (album)
Albums de Globe
Faces Places
(1997)
Singles
1. Feel Like Dance
Sortie : 9 août 1995
2. Joy to the Love
Sortie : 27 septembre 1995
3. Sweet Pain
Sortie : 1er novembre 1995
4. Departures
Sortie : 1er janvier 1996
5. Freedom
Sortie : 27 mars 1996

Globe (titré en minuscules : globe) est le premier album du groupe éponyme Globe.

## Présentation
L'album, écrit, composé et produit par Tetsuya Komuro, sort le 31 mars 1996 au Japon sur le label Avex Globe de la compagnie Avex. Il atteint la 1re place du classement des ventes de l'Oricon, et reste classé pendant 64 semaines. Il se vend à plus de quatre millions d'exemplaires, ce qui en fait alors l'album le plus vendu de l'histoire au Japon, et restera l'album le plus vendu du groupe.
Il contient dix chansons, dont les chansons-titres des cinq premiers singles du groupe parus durant les huit mois précédents : Feel Like Dance, Joy to the Love, Sweet Pain, Departures, et Freedom sorti quatre jours auparavant (ces trois dernières chansons sont cependant remaniées sur l'album). Il contient aussi deux titres instrumentaux, en ouverture et en conclusion.

## Liste des titres
Toutes les chansons sont écrites, composées et arrangées par Tetsuya Komuro ; les paroles rap sont écrites par Marc Panther.
| CD    | CD                                             | CD    | CD | CD | CD | CD | CD | CD | CD |
| No    | Titre                                          | Durée |    |    |    |    |    |    |    |
| ----- | ---------------------------------------------- | ----- | -- | -- | -- | -- | -- | -- | -- |
| 1.    | Give You (GIVE YOU ; Instrumental)             | 1:13  |    |    |    |    |    |    |    |
| 2.    | Feel Like Dance (Feel Like dance ; 1er single) | 5:54  |    |    |    |    |    |    |    |
| 3.    | Gonna Be Alright (GONNA BE ALRIGHT)            | 5:04  |    |    |    |    |    |    |    |
| 4.    | Departures (DEPARTURES ; 4e single)            | 5:24  |    |    |    |    |    |    |    |
| 5.    | Regret Of The Day                              | 5:18  |    |    |    |    |    |    |    |
| 6.    | Joy to the Love (Joy to the love ; 2e single)  | 4:15  |    |    |    |    |    |    |    |
| 7.    | Sweet Pain (SWEET PAIN ; 3e single)            | 5:09  |    |    |    |    |    |    |    |
| 8.    | Always Together                                | 5:15  |    |    |    |    |    |    |    |
| 9.    | Precious Memories                              | 6:15  |    |    |    |    |    |    |    |
| 10.   | Freedom (FREEDOM ; 5e single)                  | 5:13  |    |    |    |    |    |    |    |
| 11.   | Music Takes Me Higher (MUSIC TAKES ME HIGHER)  | 4:21  |    |    |    |    |    |    |    |
| 12.   | Lights Out (LIGHTS OUT ; Instrumental)         | 3:36  |    |    |    |    |    |    |    |
| 56:57 |                                                |       |    |    |    |    |    |    |    |

## Crédits
- Chant : Keiko Yamada
- Rap : Marc Panther
- Instruments (sauf guitare) : Tetsuya Komuro
- Guitare : Kazuhiro Matsuo
- Production : Tetsuya Komuro
- Masterisation : Keiko Ueda
- Mixage : Dave Ford
- Programmation : Akihisa Murakami
- Enregistrement : Naoaki Nemoto, Shigeru Matsumura, Toshiaki Sabase, Toshihiro Wako
- Producteur exécutif : Masato "Max" Matsuura